# Comuna Curățele, Bihor
Curățele (în maghiară: Tisztásfalva) este o comună în județul Bihor, Crișana, România, formată din satele Beiușele, Cresuia, Curățele (reședința), Nimăiești și Pocioveliște.

## Demografie
Componența etnică a comunei Curățele
     Români (94,48%)
     Alte etnii (1,51%)
     Necunoscută (4,01%)
Componența confesională a comunei Curățele
     Ortodocși (91,12%)
     Adventiști (1,81%)
     Baptiști (1,25%)
     Penticostali (1,21%)
     Alte religii (0,17%)
     Necunoscută (4,44%)
Conform recensământului efectuat în 2021, populația comunei Curățele se ridică la 2.319 locuitori, în scădere față de recensământul anterior din 2011, când fuseseră înregistrați 2.509 locuitori. Majoritatea locuitorilor sunt români (94,48%), iar pentru 4,01% nu se cunoaște apartenența etnică. Din punct de vedere confesional, majoritatea locuitorilor sunt ortodocși (91,12%), cu minorități de adventiști (1,81%), baptiști (1,25%) și penticostali (1,21%), iar pentru 4,44% nu se cunoaște apartenența confesională.

## Politică și administrație
Comuna Curățele este administrată de un primar și un consiliu local compus din 11 consilieri. Primarul, Teodor Mocioran[*], de la Partidul Național Liberal, este în funcție din 1996. Începând cu alegerile locale din 2024, consiliul local are următoarea componență pe partide politice:
|  | Partid                          | Consilieri | Componența Consiliului | Componența Consiliului | Componența Consiliului | Componența Consiliului | Componența Consiliului | Componența Consiliului |
|  | ------------------------------- | ---------- | ---------------------- | ---------------------- | ---------------------- | ---------------------- | ---------------------- | ---------------------- |
|  | Partidul Național Liberal       | 6          |                        |                        |                        |                        |                        |                        |
|  | Partidul Social Democrat        | 3          |                        |                        |                        |                        |                        |                        |
|  | Alianța pentru Unirea Românilor | 1          |                        |                        |                        |                        |                        |                        |
|  | Partidul Puterii Umaniste       | 1          |                        |                        |                        |                        |                        |                        |

## Obiective turistice
- Defileul Crișului Repede - Pădurea Craiului (sit de importanță comunitară inclus în rețeaua europeană Natura 2000 în România)
- Ferice - Plai (sit SCI)